# La Terreur du Loch Ness
Pour plus de détails, voir Fiche technique et Distribution.
La Terreur du Loch Ness (titre original : Beyond Loch Ness) est un téléfilm américano-canadien Fantastique réalisé par Paul Ziller et diffusé le 9 juillet 2008 sur Sci-Fi Channel.

Il a été diffusé la première fois en France le 27 octobre 2009 sur Sci-fi.

## Synopsis
Le cryptozoologiste James Murphy est à la recherche de la créature du Loch Ness qui a tué trente ans auparavant son père et lui a laissé une cicatrice au visage. La piste du monstre le mène à la petite ville d'Ashburn sur Pike Island près du lac Supérieur. Il engage comme guide Josh Riley pour trouver les lieux où le monstre pourrait se cacher. Des morts mystérieuses font penser que James a raison et que la créature se tapit près de la ville. La mère de Josh, le shérif Karen Riley, va bientôt être convaincue de l'existence du monstre... 

## Fiche technique
- Titre : La Terreur du Loch Ness
- Titre original : Beyond Loch Ness
- Réalisateur : Paul Ziller
- Scénario : Paul Ziller et Jason Bourque d'après une histoire d'Andrew Sands
- Productrice : Lindsay MacAdam
- Producteurs exécutifs : Lisa M. Hansen et Kirk Shaw
- Producteur associé : Olivier De Caigny, Stacey Shaw et Randall H. Zalken
- Musique : Pinar Toprak
- Photographie : Anthony C. Metchie
- Montage : Gordon Williams
- Distribution : Judy Lee et Laura Toplass
- Décors : Paul McCulloch
- Costumes : Sylvie Gendron
- Effets spéciaux de maquillage : Ryan Nicholson, Roy Nicholson et Michelle Grady
- Effets spéciaux visuels : Ryan Jensen et Kevin Little
- Pays d'origine :  Canada -  États-Unis
- Compagnies de production : Insight Film Studios / Cinetel Films / Lochness Productions
- Compagnie de distribution : The Sci-Fi Channel
- Format : Couleurs - 1.78:1 - Dolby Digital - 35 mm
- Genre : fantastique
- Durée : 91 minutes
- Date de sortie :
- États-Unis : 9 juillet 2008 (Sci Fi Channel)
- France : 27 octobre 2009 (Sci-Fi)

## Distribution
- Brian Krause : James Murphy
- Niall Matter : Josh Riley
- Don S. Davis : Neil Chapman
- Donnelly Rhodes : Oncle Sean
- Carrie Genzel : shérif Karen Riley
- Amber Borycki : Zoe
- Neil Denis : Chad
- Sebastian Gacki : Brody
- Paul McGillion : Michael Murphy
- Serinda Swan : Caroleena
- Sam Laird : James Murphy à 12 ans
- David Lewis : premier scientifique
- Bart Anderson : second scientifique
- Suzanne Ristic : Marge
- Rob Morton : Bill Maxwell
- R. Nelson Brown : le pêcheur